# Heinrich Förster
bp Heinrich Ernst Karl Förster (ur. 24 listopada 1799 w Głogowie – zm. 20 października 1881 w Javorníku) – niemiecki duchowny rzymskokatolicki, biskup wrocławski w latach 1853–1881.

## Życiorys
Był synem malarza Jana Kaspra i Marianny z Rittlerów. W 1821–1824 studiował filozofię i teologię na Uniwersytecie Wrocławskim. 17 kwietnia 1825 przyjął święcenia kapłańskie. 1825–1828 wikariusz w Brzeźnicy i Legnicy, 1828–1837 proboszcz parafii Świętych Apostołów Piotra i Pawła w Kamiennej Górze (niem. Landeshut).
Oprócz kościoła Świętych Apostołów Piotra i Pawła obsługiwał Kościół Bożego Ciała oraz kościoły wygasłych parafii, przekształcone w świątynie filialne. Dojeżdżał do Marciszowa, Wieściszowic, Pisarzowic i Raszowa. Kamienna Góra i okoliczne wioski należące wówczas do parafii były zaledwie w jednej trzeciej katolickie.
W 1837 został kanonikiem kapituły, a w 1853 wikariuszem generalnym i kapitulnym. Sprzeciwiał się biskupowi Leopoldowi Sedlnickiemu w sporze o małżeństwa mieszane i doprowadził do jego rezygnacji. Został przyjacielem i współpracownikiem biskupa Melchiora Diepenbrocka – przyczynił się do jego wyboru na biskupa wrocławskiego. W 1853 został ordynariuszem wrocławskim. Kontynuował politykę poprzednika dążąc do odnowy religijno-moralnej. Był uczestnikiem Soboru Watykańskiego I.
Sprzeciwiał się ogłoszeniu dogmatu (non placet) o nieomylności papieskiej – jako jeden z 88 przeciwnych. Po soborze zrzekł się biskupstwa wrocławskiego. Rezygnacja nie została przyjęta. Förster był przeciwnikiem starokatolicyzmu.
Z okazji 50-lecia kapłaństwa papież Pius IX w 1875 nadał mu paliusz arcybiskupi.
W czasie kulturkampfu za obronę praw Kościoła katolickiego pozbawiony w 1875 przez władze pruskie urzędu, musiał rezydować w letniej rezydencji biskupów wrocławskich – w Javorníku w austriackiej części diecezji.
W czasie nieobecności ordynariusza diecezją zarządzał biskup pomocniczy Hermann Gleich.
Stworzył kolekcję dzieł sztuki, którą po jego śmierci przekazano do różnych śląskich kościołów.
Zmarł w Javorniku. Pochowany został w katedrze wrocławskiej.

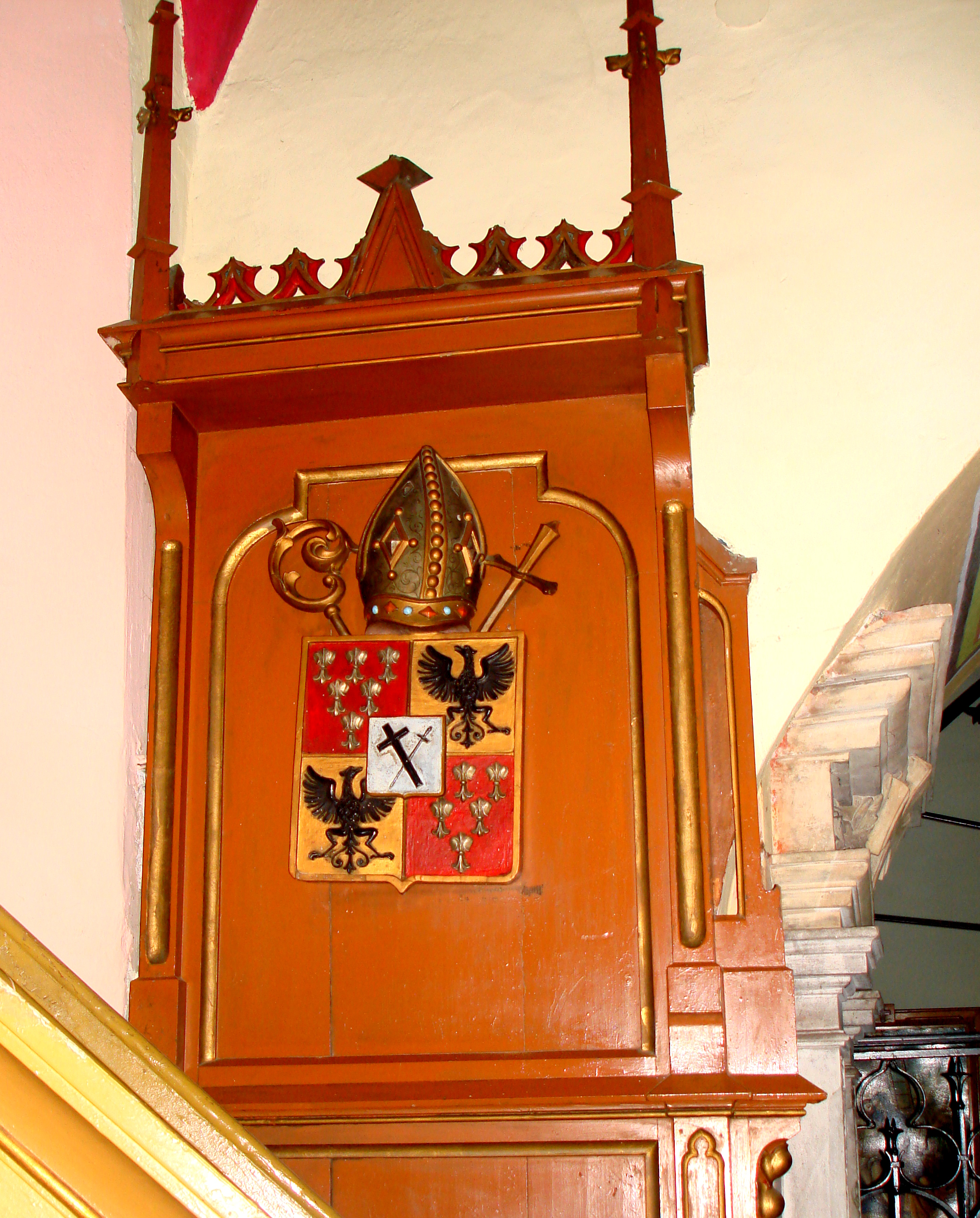
Herb biskupa – Kamienna Góra
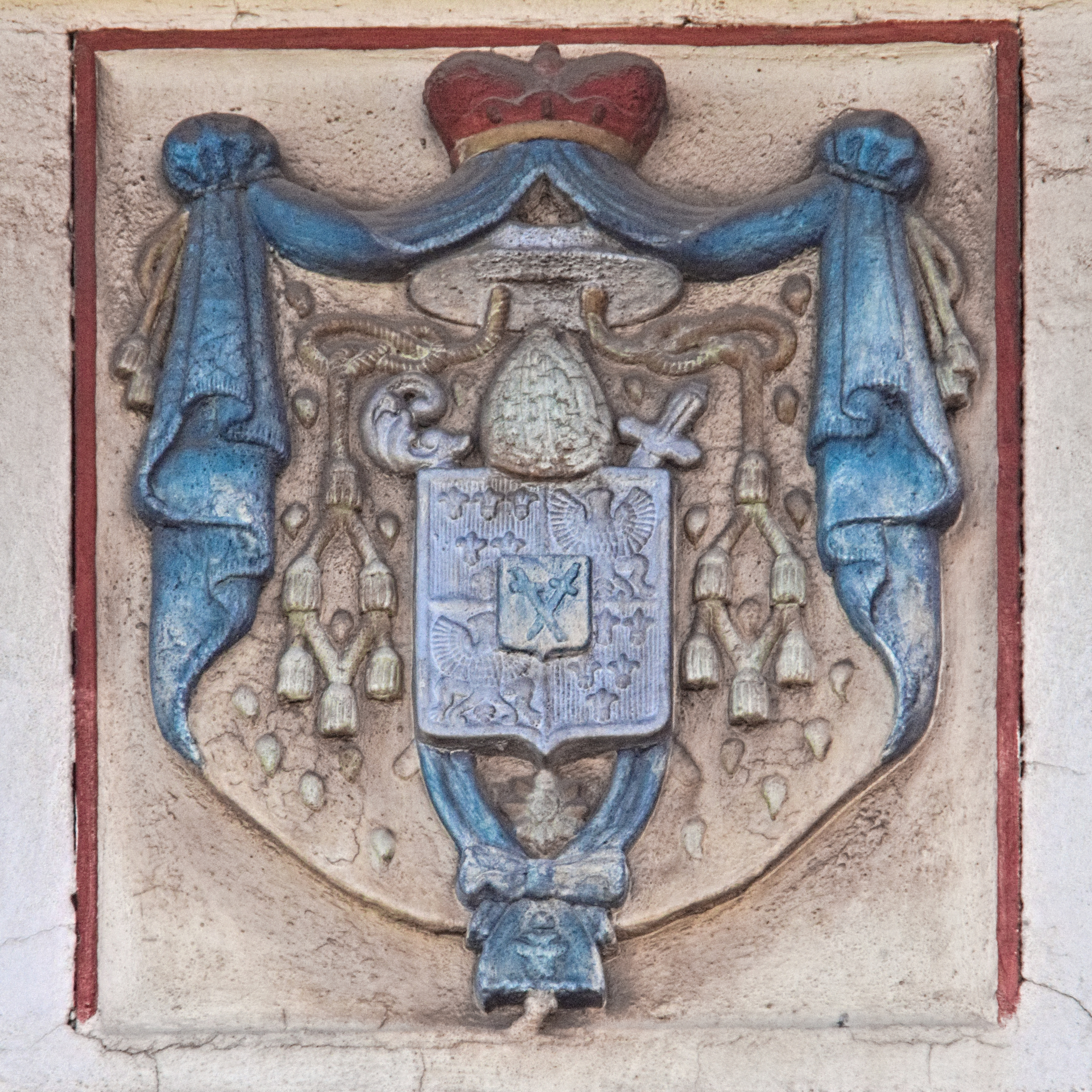
Herb biskupa – Bytom
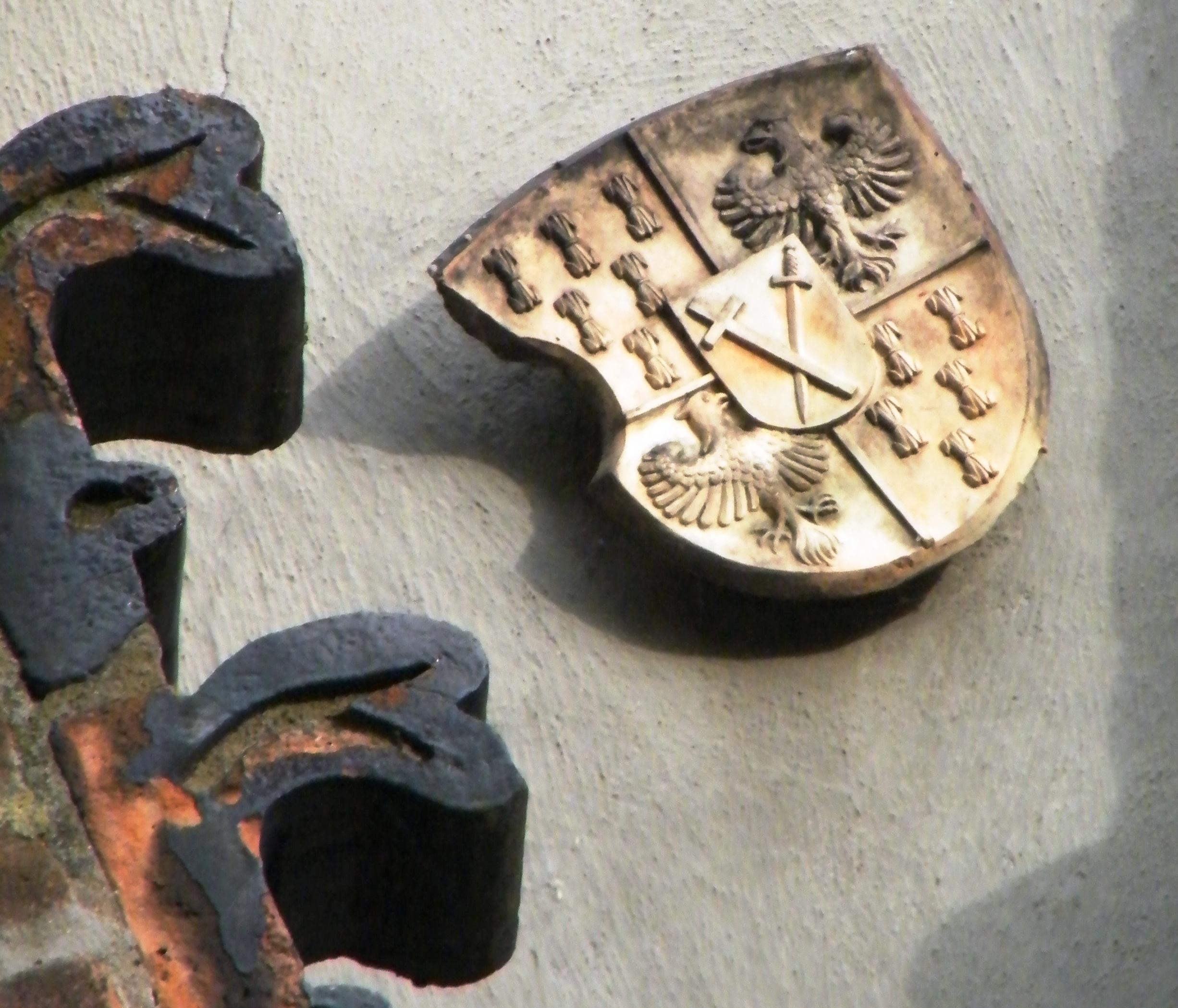
Herb biskupa – Tuły